# Roger Tomlinson
Roger Tomlinson (Cambridge, Leste da Inglaterra, Inglaterra em 17 de novembro de 1933 – ) foi um geógrafo britânico, considerado por muitos como o "pai do Sistema de Informação Geográfica" (SIG). 

## Biografia
Ele nasceu em Cambridge (Inglaterra) em 1933, e adotou o Canadá como sua terra em 1957.
Em 1967, criou o primeiro SIG ou GIS computadorizado para realizar um levantamento de terras do Canadá, inicialmente com funções de visualização e armazenamento da informação geográfica. O programa se chamava Canadian Geographical Information System.
Ele ganhou diversos prêmios e honrarias, sendo agraciado pela Ordem do Canadá, o maior título canadense conferido à um cidadão. Foi presidente da Associação de Geógrafos Canadenses em 1987. Participou da União Geográfica Internacional foi presidente, tendo sido presidente da comissão de SIG por 12 anos e presidente, em 1988, do Banco de Dados do Projeto de Planejamento IGU Global.
Durante sua carreira foi consultor de diversos órgãos e departamentos governamentais, como Banco Mundial e UNESCO.

## Formação Acadêmica[10]
- Bacharelado (BSc) em Geografia - Nottingham University (Inglaterra)
- Bacharelado (BSc) em Geologia - Acadia University (Canadá).
- Mestrado (MSc) em Geografia - McGill University (Canadá).
- Doutorado (PhD) em Geografia - University College (Inglaterra).

## Passagem pelo Brasil
Em 1982, quando veio ao Brasil trazido pelo prof. Jorge Xavier da Silva (UFRJ), sua palestra no Instituto Nacional de Pesquisas Espaciais (INPE) impulsionou um grupo cientistas brasileiros a criarem os primeiros Sistemas de Informação Geográficas brasileiros.

## Títulos, Prêmios e Medalhas
- 1988 - Murchison Award (Royal Geographical Society)[4]

- 1991 - Award for Service to the Profession of Geography (Canadian Association of Geographers)[11]

- 1995 - James R. Anderson Medal of Honor for Applied Geography (The Association of American Geographers)[1]

- 1996 - GIS World Lifetime Achievement Award[1]

- 1997 - ESRI Lifetime Achievement Award[1]

- 2001 - Member of the Order of Canada[2]

- 2003 - Gold Medal Winner (Royal Canadian Geographical Society)[3]

- 2013 - Officer of the Order of Canada[2]